# Verenigde Arabische Emiraten op de Olympische Zomerspelen 2008
De Verenigde Arabische Emiraten namen deel aan de Olympische Zomerspelen 2008 in Peking, China.
De Verenigde Arabische Emiraten debuteerden op de Zomerspelen in 1984 en deden in 2008 voor de zevende keer mee. Op de editie van 2004 werd de enige olympische medaille ooit behaald door Ahmed Al-Maktoum die op het onderdeel dubbeltrap in de schietsport de gouden medaille won.

## Deelnemers en resultaten
De deelnemers bij judo en taekwondo namen deel op uitnodiging van de Olympische tripartitecommissie.
 (m) = mannen, (v) = vrouwen 
| Sport        | Olympiër                                           | Discipline         | Resultaat | Prestatie                                                                               |
| ------------ | -------------------------------------------------- | ------------------ | --------- | --------------------------------------------------------------------------------------- |
| Atletiek     | Omar Juma Al-Salfa                                 | 100 m (m)          | series    | serie 7: 21,00 (7e; 40e tijd)                                                           |
| Judo         | Saeed Rashid Al-Qubaisi                            | tot 73 kg (m)      | 1/16F     | 1/16F: verloor van Marlon August (Rsa)                                                  |
| Paardensport | Latifa bint Ahmed Al-Maktoum met Kalska De Semilly | springconcours (o) | 54e       | kwalificatie: 1R: 8+3 strafpunten 2R: 12+3 strafpunten                                  |
| Schietsport  | Saeed Al-Maktoum                                   | skeet (m)          | 22e       | 114 punten (23-24-24-21-22)                                                             |
| Schietsport  | Ahmed Al-Maktoum                                   | trap (m)           | 30e       | 110 punten (24-23-22-22-19)                                                             |
| Schietsport  | Ahmed Al-Maktoum                                   | dubbeltrap (m)     | 7e        | 136 punten (46-45-45; shoot-off 5)                                                      |
| Taekwondo    | Maitha Al-Maktoum                                  | tot 67 kg (v)      | 1/16F     | 1/16F: verloor van Hwang Kyung-Seon (Kor) herkansing 1R: verloor van Sandra Saric (Cro) |
| Zeilen       | Adel Khalid                                        | laser klasse (m)   | 42e       | 272 punten (38-38-42-43-11-36-42-38-27-x)                                               |
| Zwemmen      | Obaid Al-Jasmi                                     | 100 m vrij (m)     | series    | serie 2: 53,29 (6e; 61e tijd)                                                           |

⇒ De atleet Ali Obaid Shirook die voor de 400 m en 400 m horden ingeschreven stond, nam niet aan de wedstrijden deel.
Afghanistan · Albanië · Algerije · Amerikaanse Maagdeneilanden · Amerikaans-Samoa · Andorra · Angola · Antigua en Barbuda · Argentinië · Armenië · Aruba · Australië · Azerbeidzjan · Bahama's · Bahrein · Bangladesh · Barbados · België · Belize · Benin · Bermuda · Bhutan · Bolivia · Bosnië en Herzegovina · Botswana · Brazilië · Britse Maagdeneilanden · Bulgarije · Burkina Faso · Burundi · Cambodja · Canada · Centraal-Afrikaanse Republiek · Chili · China · Chinees Taipei · Colombia · Comoren · Congo-Brazzaville · Congo-Kinshasa · Cookeilanden · Costa Rica · Cuba · Cyprus · Denemarken · Djibouti · Dominica · Dominicaanse Republiek · Duitsland · Ecuador · Egypte · El Salvador · Equatoriaal-Guinea · Eritrea · Estland · Ethiopië · Fiji · Filipijnen · Finland · Frankrijk · Gabon · Gambia · Georgië · Ghana · Grenada · Griekenland · Groot-Brittannië · Guam · Guatemala · Guinee · Guinee‑Bissau · Guyana · Haïti · Honduras · Hongarije · Hongkong · Ierland · IJsland · India · Indonesië · Irak · Iran · Israël · Italië · Ivoorkust · Jamaica · Japan · Jemen · Jordanië · Kaaimaneilanden · Kaapverdië · Kameroen · Kazachstan · Kenia · Kirgizië · Kiribati · Koeweit · Kroatië · Laos · Lesotho · Letland · Libanon · Liberia · Libië · Liechtenstein · Litouwen · Luxemburg · Macedonië · Madagaskar · Malawi · Malediven · Maleisië · Mali · Malta · Marshalleilanden · Marokko · Mauritanië · Mauritius · Mexico · Micronesië · Moldavië · Monaco · Mongolië · Montenegro · Mozambique · Myanmar · Namibië · Nauru · Nederland · Nederlandse Antillen · Nepal · Nicaragua · Nieuw-Zeeland · Niger · Nigeria · Noord-Korea · Noorwegen · Oeganda · Oekraïne · Oezbekistan · Oman · Oostenrijk · Oost‑Timor · Pakistan · Palau · Palestina · Panama · Papoea-Nieuw-Guinea · Paraguay · Peru · Polen · Portugal · Puerto Rico · Qatar · Roemenië · Rusland · Rwanda · Saint Kitts en Nevis · Saint Lucia · Saint Vincent en Grenadines · Salomonseilanden · Samoa · San Marino · Sao Tomé en Principe · Saoedi-Arabië · Senegal · Servië · Seychellen · Sierra Leone · Singapore · Slovenië · Slowakije · Soedan · Somalië · Spanje · Sri Lanka · Suriname · Swaziland · Syrië · Tadzjikistan · Tanzania · Thailand · Togo · Tonga · Trinidad en Tobago · Tsjaad · Tsjechië · Tunesië · Turkije · Turkmenistan · Tuvalu · Uruguay · Vanuatu · Venezuela · Verenigde Arabische Emiraten · Verenigde Staten · Vietnam · Wit-Rusland · Zambia · Zimbabwe · Zuid-Afrika · Zuid-Korea · Zweden · Zwitserland
Uitgesloten van deelname: Brunei